# Doubtful Sound

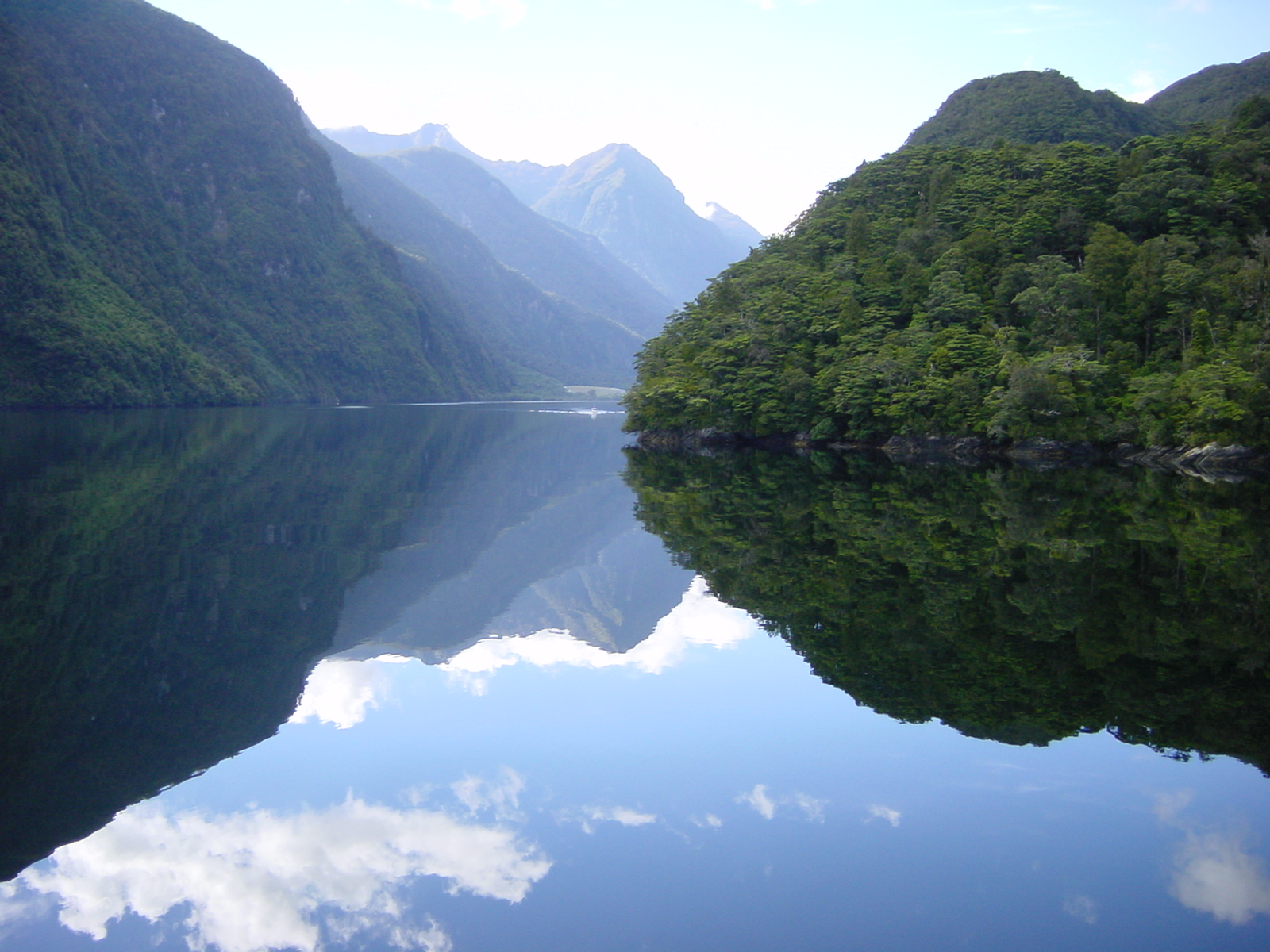
Doubtful Sound en un día claro.

Doubtful Sound es un fiordo en la región de Fiordland en la parte sudoeste de la isla Sur en Nueva Zelanda.  Está situado en la misma región que el fiordo más pequeño pero más conocido Milford Sound. No es posible llegar a Doubtful Sound por carretera como lo es con Milford Sound.
El capitán James Cook le dio el nombre de "Doubtful Harbour" durante su visita en 1770, no entró en el fiordo al no está seguro si era navegable. Más tarde fue denominado Doubtful Sound por balleneros y cazadores de focas.
Una expedición científica española al mando de Alejandro Malaspina visitó Doubtful Sound en febrero de 1793, con el fin de experimentar la medición de la gravedad con un péndulo, una parte de los esfuerzos para establecer un nuevo sistema métrico.
Los oficiales de la expedición, que incluía a Felipe Bauzá, hicieron los primeros mapas cartográficos de las partes inferiores del fiordo, nombrando las características del mismo. Hoy en día estos forman un grupo único de los pocos nombres españoles en la geografía de Nueva Zelanda: Febrero Point, Bauza Island, Pendulo Reach y Malaspina Reach.

## Flora y Fauna

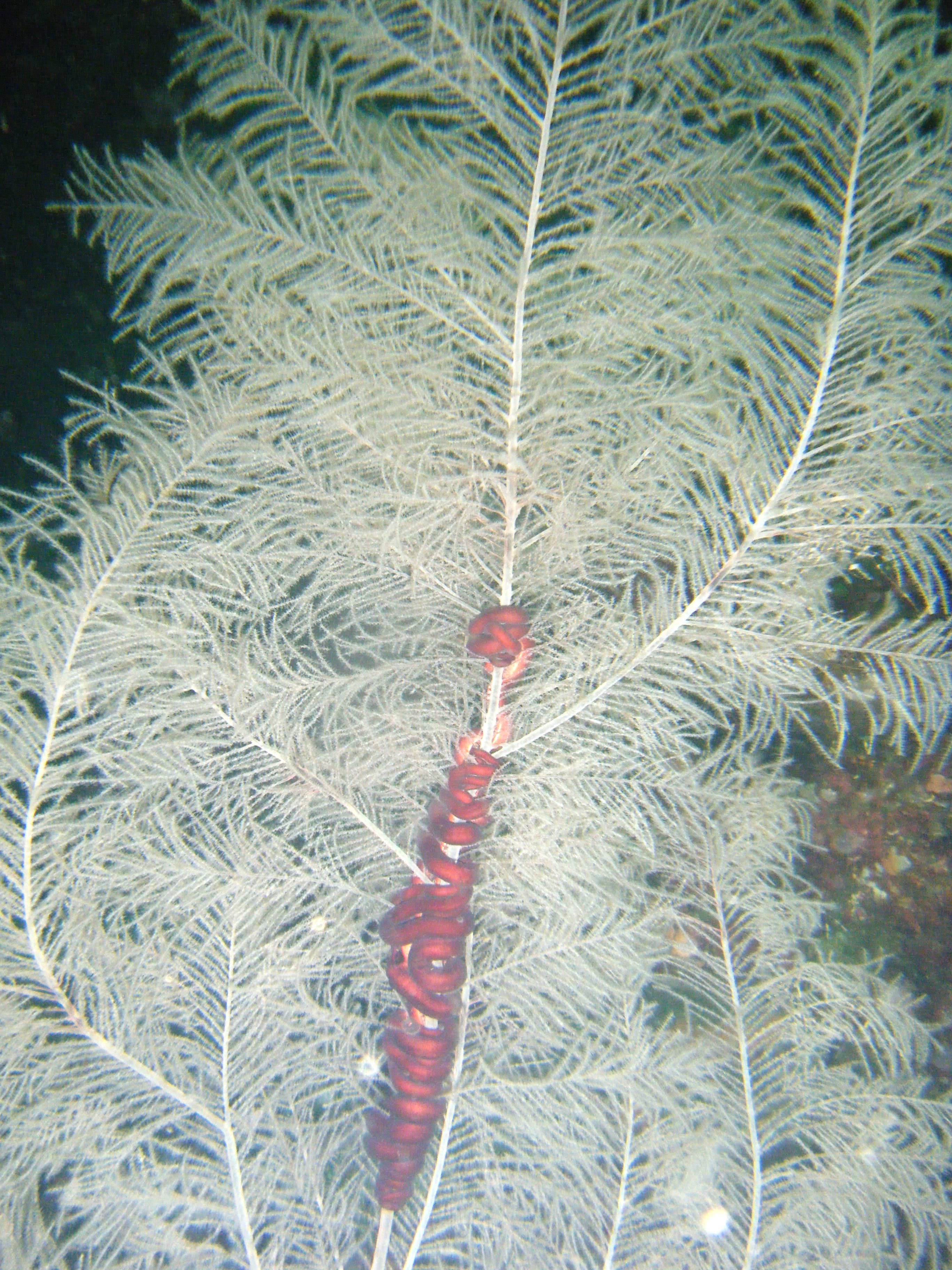
Coral negro (Antipathella fiordensis) en Doubtful Sound

Doubtful Sound tiene un verde resplandeciente dado a la enorme cantidad de lluvia que recibe Fiordland. Anualmente caen más de seis metros de lluvia  unos 200 días al año. Esto causa que las aguas del fiordo tengan una capa de agua dulce entre dos a diez metros por encima del agua salada. La capa de agua dulce causa que penetre menos luz en las aguas del fiordo. Esto hace que muchas animales y plantas marinas que normalmente viven a 30-40 metros de profundidad se encuentren a 10 metros. Doubtful Sound también tiene delfines, focas, y pingüinos.
Doubtful Sound, como muchos de los fiordos en la zona, es inusual porque tiene dos distintas capas de agua que apenas se mezclan.  Hay una capa de agua dulce entre 2-10 metros  encima de la capa de agua salada.  Esto es causado por la enorme cantidad de lluvia y agua que desciende de las montañas alrededores.  Debajo del agua dulce hay una capa de agua salada que viene del mar.  
Las montañas de Doubtful Sound son muy empinadas y están cubiertas por bosques vírgenes.  En el fiordo se pueden encontrar  delfines, aunque algunos científicos expresan temor de que los cambios climáticos y descargas de la cercana Manapouri Power Station puedan causar problemas en su población.
Doubtful Sound también tiene focas y pingüinos.  Ocasionalmente también hay visitas de ballenas.  Las aguas del fiordo también tienen diversas clases de peces, estrellas de mar, anémonas, y coral.

## Turismo
Aunque no es posible llegar a Doubtful Sound por carretera, varias compañías turísticas ofrecen cruceros que parten del pueblo de Manapouri a veinte kilómetros al sur de Te Anau. Un barco lleva a los visitantes a la otra orilla de Lake Manapouri. Después, un autocar los traslada por Wilmot Pass hasta llegar a Doubtful Sound. El tour dura nueve horas. También ofrecen toures donde los pasajeros se pueden hospedar en el barco.